# 滝本純生
滝本 純生（たきもと すみお）は、日本の自治・総務官僚。元自治大学校校長。

## 略歴
1956年、和歌山県和歌山市生まれ。灘中学校・高等学校を経て、東京大学法学部第3類（政治コース）卒業後、自治省行政局（現・総務省自治行政局）に入省。1985年、鳥取県総務部財政課長。1987年、消防庁救急救助課長補佐。2000年、福岡県総務部長。2004年7月21日、総務省自治行政局選挙部選挙課長。2006年7月21日、総務省自治税務局企画課長。2012年11月9日、自治大学校長。同年12月26日、規制改革推進室長。2014年7月22日、内閣官房内閣審議官（内閣官房副長官補付）兼内閣官房行政改革推進本部事務局長。

2015年より日立製作所社長付へ再就職した。2017年より全国市議会議長会事務総長。